# Maria Gay
Maria Gay, z domu Pichot Gironés (ur. 13 czerwca 1879 w Barcelonie, zm. 29 lipca 1943 w Nowym Jorku) – hiszpańska śpiewaczka operowa (mezzosopran).

## Życiorys
Z wykształcenia była rzeźbiarką i skrzypaczką. Jej pierwszym mężem był śpiewak, Juan Gay Planella. Do zostania śpiewaczką zachęcił Marię Raoul Pugno, który usłyszał jej śpiew podczas swojego pobytu w Hiszpanii. Na scenie zadebiutowała w 1902 roku w Théâtre de la Monnaie w Brukseli w roli tytułowej w Carmen Georges’a Bizeta oraz mediolańskiej La Scali (1906–1907). Od 1908 do 1927 roku występowała w nowojorskiej Metropolitan Opera, na deskach której zadebiutowała jako Carmen pod batutą Arturo Toscaniniego. Śpiewała też w operach w Bostonie (1910–1912) i Chicago (1913–1927).
Do jej popisowych ról należały Carmen w Carmen, Azucena w Trubadurze, Amneris w Aidzie, Santuzza w Rycerskości wieśniaczej, Dalila w Samsonie i Dalili.
W 1913 roku wyszła za mąż za śpiewaka Giovanniego Zenatello, z którym po przejściu na emeryturę w 1927 roku prowadziła szkołę śpiewu w Nowym Jorku.